# Älvsborgsbron
|  | Denne artikel handler om Älvsborgsbron i Göteborg. Se også Älvsborgsbron i Malmö. |
Älvsborgsbron er en bro over Göta älv i havneindløbet i Göteborg i Sverige. 
Det er en 933 meter lang hængebro med en længste spændvidde på 418 meter og med seks kørebaner. Pylonerne  er 107 meter høje, og giver broen en gennemsejlingshøjde på 45 meter i omtrent 100 meters bredde. Broen blev konstrueret af Sven-Olof Asplund og blev indviet 8. november 1966 af daværende kommunikationsminister Olof Palme.
Broen byggedes i fælles entreprise af "AB Armerad Betong" og "Fried, Krupp, Rheinhausen" og kostede 40,5 millioner svenske kroner. Arbejdet med opførelsen påbegyndtes i efteråret 1963 og afsluttedes i december 1967 med fem måneders forsinkelse.
De fire pyloner, som skal optage kræfterne fra bærekablerne, vejer hver 25.000 ton. Bærekablerne er 800 meter og består af 85 delkabler. Broen tilladte sideudsving ved dens midte er 40-60 centimeter. 
Älvsborgsbron er en del af sidestrækningen E6.20 til europavej E6. og den går fra Oscarsleden ved Sandarna i syd næsten til Ivarsbergsmotet på Hisingen i nord. Under broen ligger områderne Röda sten på Göteborgssiden og Färjenäs på Hisingesiden.
Der passerer cirka 65.000 biler over Älvsborgsbron per døgn (2006).
Broen var oprindelig grå, men maledes i en mintgrøn nuance fra maj 1993. Broens 43.000 kvadratmeter stål påførtes af ni gange cirka 36.000 liter maling, og desuden maledes al beton mellem pylonerne som beskyttelse  mod karbonisation (nedbrydning). Renoveringen af broen foregik over mere end fire år.